# Herrschaftsgericht Wallerstein
Das Herrschaftsgericht Wallerstein war ein Herrschaftsgericht der Fürsten zu Oettingen-Wallerstein in Wallerstein. Es bestand von 1818 bis 1848. Bis 1837 war es Teil des Rezatkreises, ab 1838 gehörte es zu Schwaben und Neuburg. 1848 wurde es in eine Gerichts- und Polizeibehörde umgewandelt, die 1850 erlosch.

## Lage
Das Herrschaftsgericht grenzte im Süden an das Landgericht Nördlingen und im Norden an das Herrschaftsgericht Maihingen.

## Struktur

### Steuerdistrikte
Das Herrschaftsgericht wurde in 8 Steuerdistrikte aufgeteilt, die vom Rentamt Oettingen verwaltet wurden.
- Baldingen;
- Birkhausen mit Fasanerie und Galgenhof;
- Ehringen;
- Forheim mit Anhausen, Christgarten, Kartheusen und Papiermühle;
- Hürnheim mit Niederhaus und Reismühle;
- Löpsingen;
- Munzingen mit Ziegelstadel;
- Wallerstein.

### Ruralgemeinden
1818 gab es 9 Ruralgemeinden im Herrschaftsgericht Wallerstein:
- Baldingen;
- Birkhausen mit Fasanerie und Galgenhof;
- Christgarten mit Anhausen;
- Ehringen;
- Forheim mit Kartheusen  und Papiermühle;
- Hürnheim mit Niederhaus und Reismühle;
- Löpsingen;
- Munzingen mit Ziegelstadel;
- Wallerstein.

1818 gab es im Herrschaftsgericht Wallerstein 5010 Einwohner, die sich auf 946 Familien verteilten und in 955 Anwesen wohnten.

## Weitere Entwicklung
1823 kamen von dem aufgelösten Herrschaftsgericht Maihingen die Gemeinden Deiningen, Dürrenzimmern, Fessenheim, Holzkirchen, Marktoffingen, Maihingen und Minderoffingen hinzu, so dass das Herrschaftsgericht Wallerstein aus nunmehr 16 Ruralgemeinden bestand.
1848 wurde das Herrschaftsgericht Wallerstein aufgelöst. Die Gemeinden gehörten zu dem 1852 gegründeten Landgericht Wallerstein mit Ausnahme der Gemeinden Christgarten und Hürnheim, die dem Landgericht Nördlingen überwiesen wurden, und der Gemeinde Forheim, die dem Landgericht Bissingen überwiesen wurde.